# Tour de France 1919
Il Tour de France 1919, tredicesima edizione della Grande Boucle, si svolse in quindici tappe tra il 29 giugno e il 27 luglio 1919, per un percorso totale di 5 560 km. Fu vinto per la prima volta dal belga Firmin Lambot (peraltro al primo podio nel Tour). Si trattò della quarta edizione (peraltro consecutiva) vinta da un corridore belga.
Lambot, terzo corridore del Belgio ad imporsi nella Grande Boucle, terminò in 231h07'15" davanti ai francesi Jean Alavoine (secondo classificato e per la terza volta sul podio del Tour dopo due terzi posti ottenuti nelle edizioni 1909 e 1914) e Eugène Christophe (terzo classificato e al secondo e ultimo podio nella corsa, dopo la seconda posizione del 1912).

## Tappe
| Tappa  | Data      | Percorso                      | km    | Vincitore di tappa | Leader cl. generale |
| ------ | --------- | ----------------------------- | ----- | ------------------ | ------------------- |
| 1ª     | 29 giugno | Parigi > Le Havre             | 388   | Jean Rossius       | Jean Rossius        |
| 2ª     | 1º luglio | Le Havre > Cherbourg          | 364   | Henri Pélissier    | Henri Pélissier     |
| 3ª     | 3 luglio  | Cherbourg > Brest             | 405   | Henri Pélissier    | Henri Pélissier     |
| 4ª     | 5 luglio  | Brest > Les Sables-d'Olonne   | 412   | Jean Alavoine      | Eugène Christophe   |
| 5ª     | 7 luglio  | Les Sables-d'Olonne > Bayonne | 482   | Jean Alavoine      | Eugène Christophe   |
| 6ª     | 9 luglio  | Bayonne > Luchon              | 326   | Honoré Barthélémy  | Eugène Christophe   |
| 7ª     | 11 luglio | Luchon > Perpignano           | 323   | Jean Alavoine      | Eugène Christophe   |
| 8ª     | 13 luglio | Perpignano > Marsiglia        | 370   | Jean Alavoine      | Eugène Christophe   |
| 9ª     | 15 luglio | Marsiglia > Nizza             | 338   | Honoré Barthélémy  | Eugène Christophe   |
| 10ª    | 17 luglio | Nizza > Grenoble              | 333   | Honoré Barthélémy  | Eugène Christophe   |
| 11ª    | 19 luglio | Grenoble > Ginevra            | 325   | Honoré Barthélémy  | Eugène Christophe   |
| 12ª    | 21 luglio | Ginevra > Strasburgo          | 371   | Luigi Lucotti      | Eugène Christophe   |
| 13ª    | 23 luglio | Strasburgo > Metz             | 315   | Luigi Lucotti      | Eugène Christophe   |
| 14ª    | 25 luglio | Metz > Dunkerque              | 468   | Firmin Lambot      | Firmin Lambot       |
| 15ª    | 27 luglio | Dunkerque > Parigi            | 340   | Jean Alavoine      | Firmin Lambot       |
| Totale | Totale    | Totale                        | 5 560 |                    |                     |

## Resoconto degli eventi
Il Tour de France 1919 rappresentò la ripresa della Grande Boucle dopo la pausa forzata dovuta alla prima guerra mondiale e fu la prima edizione in cui fu introdotta la maglia gialla, usata come simbolo per distinguere il leader della classifica generale, che fu indossata all'inizio della undicesima tappa da Eugène Christophe.
Il vincitore finale, Firmin Lambot, indossò la maglia gialla soltanto nell'ultima tappa, avendola conquistata alla fine della tappa precedente grazie ad un guasto meccanico (rottura della forcella) accorso alla bicicletta del precedente leader Eugène Christophe, in testa alla classifica dal termine della quarta frazione fino alla fine della tredicesima, quando aveva ben 28 minuti di vantaggio sul secondo.
Dopo il Tour 1919 il giornale sportivo "L'Auto" lanciò una sottoscrizione per ricompensare Christophe, non nuovo a questi incidenti meccanici che, di fatto, gli preclusero la possibilità di vincere la Grande Boucle (nella tappa di Luchon del Tour de France 1913, dopo essere andato in fuga insieme a Philippe Thys, Christophe aveva rotto anche in quel caso la forcella sulla discesa del Colle del Tourmalet).
Lambot riuscì a vincere alla quinta partecipazione al Tour: nelle ultime quattro edizioni precedenti lo scoppio della prima guerra mondiale non aveva mai raggiunto il podio (lo aveva soltanto sfiorato nel 1913, giungendo quarto a Parigi). Parteciperà altre cinque volte alla corsa a tappe francese, giungendo sul podio come terzo nel 1920 e trionfando una seconda ed ultima volta nel 1922.
Al Tour de France 1919 parteciparono 67 corridori e 10 giunsero a Parigi. Le condizioni meteorologiche, con pioggia e vento, unite al periodo che seguiva la fine della prima guerra mondiale, resero le strade pericolose e 26 corridori abbandonarono già alla prima tappa a causa di squalifiche. I corridori arrivati a Parigi furono undici, ma Paul Duboc fu squalificato per aver raggiunto durante l'ultima tappa il plotone con una macchina. Jean Alavoine fu colui che vinse il maggior numero di tappe: ben cinque su un totale di quindici.
Il percorso fece tappa a Strasburgo e Metz, per festeggiare il ritorno dell'Alsazia-Mosella sotto la Francia.

## Classifiche finali

### Classifica generale - Maglia gialla
| Pos. | Corridore         | Squadra | Tempo       |
| ---- | ----------------- | ------- | ----------- |
| 1    | Firmin Lambot     | A       | 231h07'15"  |
| 2    | Jean Alavoine     | A       | a 1h42'54"  |
| 3    | Eugène Christophe | A       | a 2h26'31"  |
| 4    | Léon Scieur       | A       | a 2h52'15"  |
| 5    | Honoré Barthélémy | A       | a 4h14'22"  |
| 6    | Jacues Coomans    | A       | a 15h21'34" |
| 7    | Luigi Lucotti     | A       | a 16h01'12" |
| 8    | Joseph Van Daele  | A       | a 18h23'02" |
| 9    | Alfred Steux      | A       | a 20h29'01" |
| 10   | Jules Nempon      | B       | a 21h44'12" |